# Heinrich Streintz
Heinrich Streintz (* 7. Mai 1848 in Wien; † 11. November 1892 in Graz) war ein österreichischer Physiker.

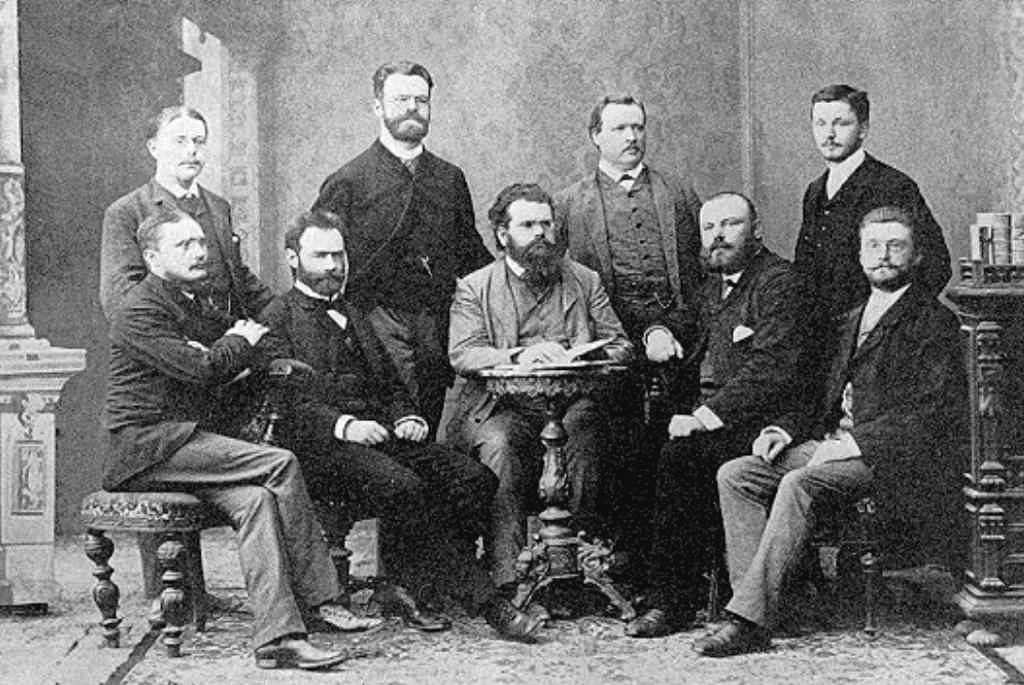
Heinrich Streintz und Kollegen in Graz, 1887. (stehend von links) Nernst, Streintz, Arrhenius, Hiecke, (sitzend von links) Aulinger, Ettingshausen, Boltzmann, Klemenčič, Hausmanninger

## Leben
Nachdem seine Eltern aufgrund der häufigen Krankheiten ihres Sohnes nach Graz gezogen waren, besuchte Streintz das Gymnasium, welches er 1868 mit Auszeichnung abschloss. Bereits dort wurde man auf seine mathematischen Fähigkeiten aufmerksam, sodass Streintz später an der Universität Graz die Fächer Mathematik, Physik und Chemie belegte. Zeitweilig studierte er auch in Leipzig, München, und Zürich. In Graz promovierte er 1872, um dann einige Zeit bei Gustav Robert Kirchhoff und Leo Koenigsberger in Heidelberg zu studieren. Danach arbeitete er in Wien bei Josef Stefan am physikalischen Institut, wo er sich 1873 zum Privatdozenten habilitierte. 1875 wurde er als außerordentlicher Professor für mathematische Physik nach Graz berufen, und 1885 wurde er dort schließlich ordentlicher Professor. Dort arbeitete er u. a. mit Ludwig Boltzmann zusammen und wurde nach dessen Weggang nach Wien sein Nachfolger in Graz.
In seinen wissenschaftlichen Arbeiten (sowohl theoretisch als auch experimentell) beschäftigte sich Streintz mit  Wahrscheinlichkeitsrechnung, Elastizität, Elektrizität u.v.m. Streintz schrieb auch viele Referate und Rezensionen für die Deutsche Litteraturzeitung und für österreichische Gymnasien. Besonders bekannt wurde die Abhandlung „Die physikalischen Grundlagen der Mechanik“ (1883), in denen er den Newtonschen Trägheitsbegriff kritisierte und stattdessen einen „Fundamentalkörper“ bzw. ein „Fundamental-Koordinatensystem“ einführte, womit die gleichförmige Bewegung genauer definiert werden sollte. Ähnliche Überlegungen führten kurz darauf (1885) zur Einführung des Begriffs Inertialsystem durch Ludwig Lange.
Ein Cousin von Heinrich Streintz, Franz Streintz (1855–1922), war ebenfalls Physiker und von 1906 bis 1922 Lehrkanzelinhaber für Physik an der Technischen Hochschule Graz.

## Schriften
- Über die Änderungen der Elastizität  und der Länge eines vom galvanischen Strome durchflossenen Drahtes, 1873
- Die elektrischen Nachströme transversal magnetisirter Eisenstäbe, 1877
- Beiträge zur Kenntnis der elastischen Nachwirkung, 1879
- Die physikalischen Grundlagen der Mechanik, 1883